# Gabriel Báthory
Gabriel Báthory (ungarsk: Gábor Báthory; født 15. august 1589, død 27. oktober 1613) var fyrst af Transsylvanien 1608-13.
Gabriel var en medlem af Báthoryslægten. To af hans onkler og en fjern fætter havde tidligere været fyrster af Transsylvanien. I 1608 tvang han fyrst Siegmund Rákóczi at trække sig tilbage. Gabriel blev myrdet i 1613 under et oprør af den næste fyrst, Gabriel Bethlen.